# Denticeria cardaleae
Denticeria cardaleae là một loài tò vò trong họ Ichneumonidae.